# Ela Stein-Weissberger

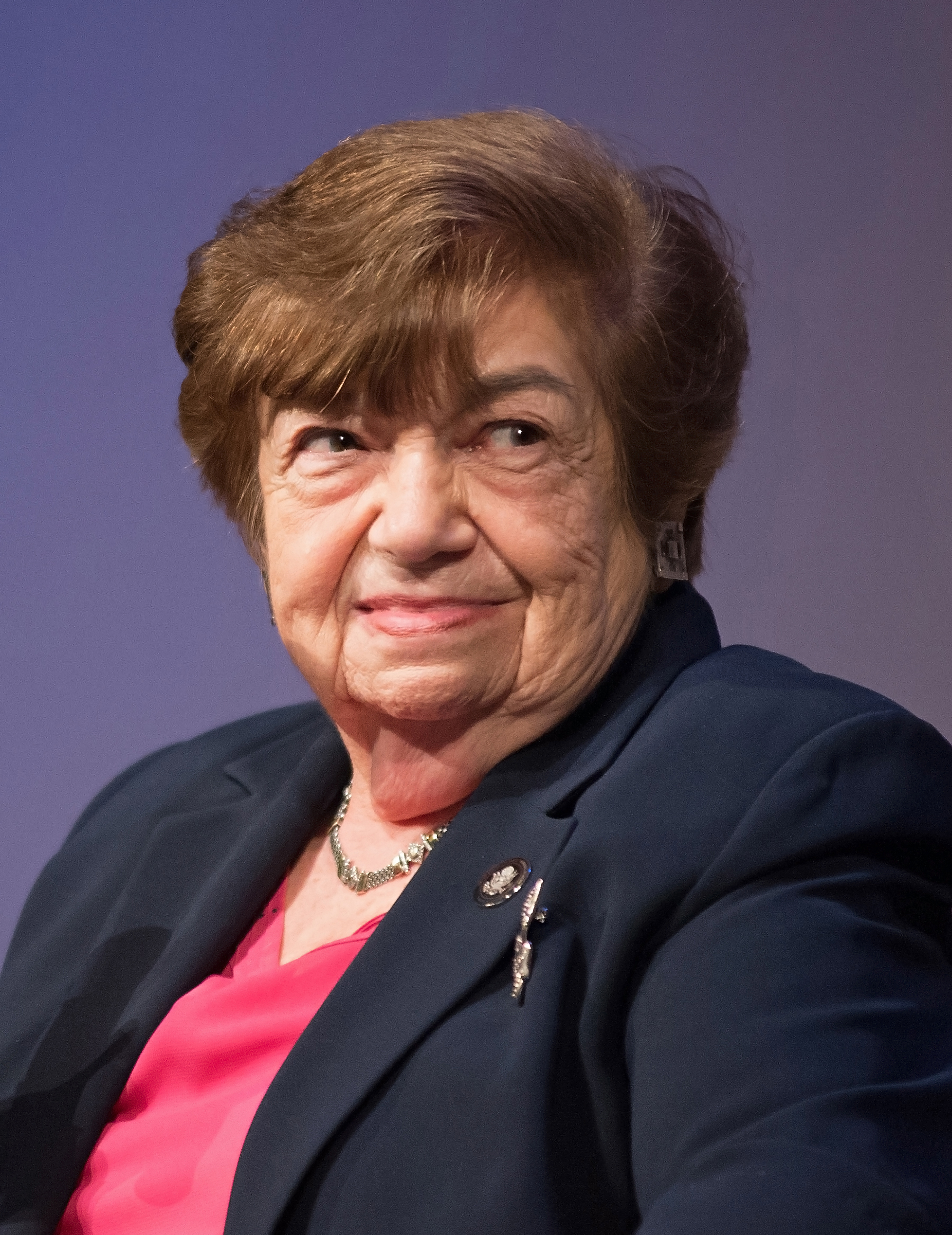
Ela Stein-Weissberger (2013)

Ela Stein-Weissberger (Sudetenland, 30 juni 1930 - Rockland County, 30 maart 2018) was een Tsjechisch overlevende van de Holocaust. Ze stond vooral bekend om haar rol als getuige en inlichtingenofficier voor de Israel Defense Forces. In haar latere jaren reisde ze de wereld rond om haar tijd in concentratiekampen tijdens de Tweede Wereldoorlog te bespreken. Ze schreef over haar ervaringen in een boek met de titel "The Cat with the Yellow Star: Coming of Age in Terezin".

## Leven
Stein-Weissberger werd op haar elfde met haar moeder, grootmoeder, oom en zus naar het getto van Theresienstadt gedeporteerd. Terwijl ze daar was, werd ze lid van de Brundibár, een kinderopera in het kamp. Ze was te zien in de nazi-propagandafilms. Zij, haar moeder en zus werden in 1945 door geallieerden bevrijd. Haar grootmoeder en oom stierven terwijl ze in het kamp waren.
Nadat ze werden bevrijd, verhuisde de familie naar Praag. Stein-Weissberger verbleef daar korte tijd, om later naar Israël te verhuizen en zich in de buurt van Tel Aviv te vestigen. In Isaël werkte ze voor het Israëlische leger. In 1959 kreeg ze een dochter en verhuisde met haar naar de Verenigde Staten. Ze werkte het grootste deel van de jaren '70 en '80 als grafisch ontwerper en interieurontwerper in New York voordat ze door de VS begon te reizen en haar ervaringen uit de oorlog vertelde.
In mei 2014 voerde Nieuw Vocaal Amsterdam Brundibár uit als onderdeel van de jaarlijkse Nederlandse herdenking van de Tweede Wereldoorlog. Het optreden werd bijgewoond door Stein-Weissberger die De Kat zong in Theresienstadt.
Ze overleed op 30 maart 2018 in de wijk Tappan in Rockland County (New York).
- Library of Congress Control Number: n2004055982
- Nationale Bibliotheek van Israël: 987007496006705171
- Virtual International Authority File: 38767337
- WorldCat: E39PBJyh8r99cmRX9XQTgjQKBP